# Anderson (Carolina do Sul)
Anderson é uma cidade localizada no estado norte-americano de Carolina do Sul, no Condado de Anderson.

## Demografia
Segundo o censo norte-americano de 2010, a sua população era de 187,126 habitantes.

## Geografia
De acordo com o United States Census Bureau tem uma área de 
35,8 km², dos quais 35,8 km² cobertos por terra e 0,0 km² cobertos por água.

## Localidades na vizinhança
O diagrama seguinte representa as localidades num raio de 16 km ao redor de Anderson. 